# Friedrich Altrichter
Friedrich Altrichter (* 3. September 1890 in Berlin; † 10. Dezember 1948 in der Lagerabteilung Nr. 13 Karaganda bei Bidaik, Oblast Karaganda, Kasachische SSR) war ein deutscher Generalleutnant der Wehrmacht und einflussreicher Militärschriftsteller. Er war u. a. von 1936 bis 1939 Lehrer an der Kriegsschule in Dresden und 1941 Kommandeur der 1. Infanterie-Division.

## Militärischer Werdegang
Beförderungen
- 16. August 1910 Fahnenjunker-Unteroffizier
- 16. November 1910 Fähnrich
- 18. August 1911 Leutnant
- 18. August 1915 Oberleutnant
- 20. September 1918 Hauptmann
- 1. Dezember 1931 Major
- 1. Oktober 1934 Oberstleutnant
- 1. April 1937 Oberst
- 1. April 1941 Generalmajor
- 1. April 1943 Generalleutnant

### Preußische Armee
Friedrich Altrichter, aus Berlin stammend, trat im März 1910 als Fahnenjunker in das Grenadier-Regiment „König Friedrich Wilhelm II.“ (1. Schlesisches) Nr. 10 der Preußischen Armee in Schweidnitz ein und wurde noch im selben Jahr zur Kriegsschule in Neiße kommandiert. Im Mai 1914 wurde er dann kurzzeitig zur Gewehrfabrik Danzig kommandiert.
Nach Ausbruch des Ersten Weltkrieges wurde er Adjutant des Ersatz-Bataillons seines Stammregiments. Eine gleiche Aufgabe folgte 1914 bei der Etappen-Inspektion der 9. Armee und 1915 bei der 99. Reserve-Infanterie-Brigade. Im November 1917 war er beim Stab des I. Bataillons im Reserve-Infanterie-Regiment Nr. 230; er wurde schließlich Kompanieführer. Ab Januar 1918 wurde er als Batterieführer im Reserve-Artillerie-Regiment Nr. 50 verwendet. Daneben war Altrichter wechselweise als Zweiter Generalstabsoffizier beim Stab der 50. Reserve-Division tätig. Mit Kriegsende wurde er in das Reserve-Infanterie-Regiment Nr. 229 versetzt.

### Reichswehr und Dozentur
In der Reichswehr folgten weitere Verwendungen in Infanterieregimentern, bis er 1929 Lehrer an der Infanterieschule wurde. In dieser Zeit begann auch seine militärschriftstellerische Tätigkeit.
Im Oktober 1933 wurde er Offizier zur besonderer Verwendung beim Chef der Heeresleitung im Reichswehrministerium, General der Infanterie Kurt von Hammerstein-Equord, in Berlin. Außerdem wurde er Dozent für Wehrwissenschaft und Wehrpsychologie an der Universität Frankfurt am Main. Im März 1934 kam er als Bataillonskommandeur zum 9. (Preußisches) Infanterie-Regiment nach Potsdam. Zu seinen Adjutanten gehörten u. a. Henning von Tresckow und Wolf Graf von Baudissin.

### Wehrmacht und Kriegsgefangenschaft
1936 wurde er an der Ruprecht-Karls-Universität Heidelberg zum Dr. phil. promoviert (Thema: Die seelischen Kräfte des deutschen Heeres im Frieden und im Weltkriege). Im Oktober 1936 wurde er Lehrgangsleiter (D) an der Kriegsschule in Dresden. Er unterrichtete eine nicht unbeachtliche Zahl von jungen Offizieren unter dem empfundenen „Schock“ der Kriegsniederlage im Ersten Weltkrieg, er war allerdings kein Vertreter der Dolchstoßlegende. 1938 war er außerdem Kommandeur des Infanterie-Regiments 54 der Wehrmacht. Ende des Jahres erfolgte seine Verwendung als Lehrgruppenkommandeur (A) an der Kriegsschule.
Nach Beginn des Zweiten Weltkrieges war er zunächst Kommandeur des Infanterie-Regiments 188 der 68. Infanterie-Division. Von Januar 1940 bis März 1941 war er für Infanterie-Lehrgänge zuständig und in der Führerreserve geparkt. Im Juli 1941 wurde er mit der Führung der 1. Infanterie-Division betraut. Von September 1941 bis April 1942 war er Kommandeur der 58. Infanterie-Division und erhielt am 23. Januar 1942 das Deutsche Kreuz in Gold. Vom 3. April bis 31. Mai 1942 befand Altrichter sich erneut in der Führerreserve und wurde anschließend Kommandeur der Division Nr. 154, ebenso der daraus hervorgegangenen 154. Reserve-, der 154. Feldausbildungs- und 154. Infanterie-Division. Im April 1945 wurde er noch Kommandeur des Feldausbildungskorps Mitte.
Als solcher geriet er im Mai 1945 in sowjetische Kriegsgefangenschaft. Im  Kriegsgefangenenlager 5110/48 Woikowo bei Iwanowo kam er in Kontakt mit „antifaschistischen Offizieren“ des Nationalkomitees Freies Deutschland (NKFD), ohne sich ihnen jedoch anzuschließen. Ende 1948 verstarb er an Herzversagen in dem Gefangenenlager Bedaik in der Nähe von Bidaik in der Kasachischen SSR.

## Militärwissenschaftliches Werk

### Schrifttum in der Weimarer Republik
Bereits sein Werk Die kampfbereite Kompagnie (1929) wurde durch den deutschfreundlichen Schweizer Offizier Gustav Däniker als „wertvoll“ für Truppenführung und Ausbildung beschrieben.
Insbesondere seine soziologische Studie Die seelischen Kräfte des deutschen Heeres im Frieden und im Weltkriege (1932) gehört nach Meinung des Militärsoziologen Paul Klein u. a. (1998) zu den wichtigen militärpsychologischen Veröffentlichungen in der Zeit der Weimarer Republik, sie wurde bisweilen mit Carl von Clausewitz’ Hauptwerk verglichen und auch seinerzeit im angloamerikanischen Raum durch Paul F. Douglass gewürdigt. Dem britischen Militärhistoriker Hew Strachan (2002) gilt sie als „einzige ernstzunehmende Analyse“ der Kampfmoral des deutschen Heeres im Ersten Weltkrieg. Auch der deutsche Militärhistoriker Christian Stachelbeck (2013) nahm eine vergleichbare Einschätzung vor. Strachan (1996) bezeichnete Altrichter als einen patriotischen, aber nicht unkritischen Beobachter dieser Zeit. Die Redaktion der Allgemeinen Schweizerischen Militär-Zeitung (ASMZ) schrieb bereits 1934 in einer Rezension von „einer der bedeutungsvollsten Erscheinungen auf dem Gebiet der Militärpsychologie“.

### Veröffentlichungen in der Zeit des Nationalsozialismus
Altrichters nächstes Werk Das Wesen der soldatischen Erziehung (1935) befasste sich mit der soldatischen Erziehungslehre. Auch dieses wurde zum Teil durchaus positiv aufgenommen, so befand der deutschfreundliche Offizier Eugen Bircher, dass es „viel Anregung für den soldatischen Unterricht gebe“. Anderseits gab es auch viele Kritiker wie den Geschichtsdidaktiker Erich Weniger, der vor allem anmahnte, dass die Arbeit eine „Entpersönlichung“ des Soldaten zur Folge habe. Das Werk war nach der „Machtergreifung“ zunächst sprachlich so verfasst, dass es für „die NSDAP akzeptabel“ war, so Strachan. Altrichter schrieb u. a., dass soldatische Erziehung „nicht nur Vermittlung technischer Kenntnisse und körperlicher Fertigkeiten“ sei, sondern „das wahre Soldatentum“ habe „seine Wurzeln im Bereich des Sittlichen, es äußert sich in einer bestimmten seelischen Haltung und erfüllt sich in einer auf das höchste gesteigerten Staatsgesinnung, die aus Liebe zu Volk und Vaterland jederzeit zum Opfer des Lebens bereit ist.“ Der Band wurde mehrfach aufgelegt, zuletzt auch unter dem Eindruck der Volksgemeinschaft des Nationalsozialismus. Es hieß beispielsweise, dass man sich auf „rassenmäßige[] Grundlagen beziehen“ müsse. Der Militärhistoriker Manfred Messerschmidt (1969) – der Altrichter zu den „produktivsten Theoretiker[n] auf dem Felde des militärischen Erziehungswesens“ rechnete – setzte sich eingehend mit „Überbewertungen“ Altrichters und vor allem den problematischen nationalsozialistischen Komponenten auseinander.
Als Nachfolger von Albert Diltheys Standardwerk Der Einjährig-Freiwillige der Reserve-Offiziersaspirant und der Offizier des Beurlaubtenstandes der Infanterie, das 1918 in 54. Auflage erschien, galt dem Verlag E.S. Mittler & Sohn in seiner Festschrift von 1939 Altrichters Der Offizier des Beurlaubtenstandes. (1935), welches zuletzt zum 15. Male aufgelegt wurde.
Bircher, der bereits 1935 ein Werk Altrichters rezensierte, befand, dass es sich bei Der soldatische Führer (1938) um „ein ganz ausgezeichnete[s] Buch“ handle, welches er jedem Offizier aller Streitkräfte empfehlen und von dem er sehr viel lernen könne. Gleichzeitig distanzierte er sich von einzelnen Kapiteln mit einer „spezifisch deutschen nationalsozialistischen Weltanschauung“.
Der Schweizer Offizier und Jurist Hans Ulrich von Erlach würdigte Altrichters Beitrag Entwicklung der Erziehungsgrundsätze des Offiziersnachwuchses im preußisch-deutschen Heere (1938) in einer Rezension zum Verinnerlichtes Soldatentum.

### Gesamtbetrachtung
Wie aus Fachrezensionen von Erich Weniger, erschienen u. a. in Wissen und Wehr, Die Erziehung und Zeitschrift für Kinderforschung der 1930er und 1940er Jahre hervorgeht, gehörte Altrichter neben Max Simoneit zu den richtungsweisenden Wehrpsychologen des Dritten Reiches. Sämtliche Einzelwerke (überwiegend die Auflagen der 1940er Jahre) wurden 1946 durch die Deutsche Verwaltung für Volksbildung in der SBZ auf die Liste der auszusondernden Literatur gesetzt, wo u. a. militaristische Werke auftauchten.
1984 bemerkte der promovierte Historiker und Ministerialbeamte Hans Karl Fritzsche, einst Widerstandskämpfer des 20. Juli 1944, in seinen Lebenserinnerungen: „Der Oberstleutnant von Altrichter hielt sich für einen Nationalsozialisten, weil er gegen rückständigen Kommiß schrieb und den Ausbildungsbetrieb entkrampfen wollte. Noch heute wird er von älteren Überlebenden des Regiments als Nazi denunziert. Aber er war es gar nicht. In einigen seiner Schriften kann man das Adjektiv ‚nationalsozialistisch‘ getrost streichen und dafür ‚reformerisch‘ einsetzen und man hat den Grafen Baudissin, der ja damals Regimentsadjutant bei IR 9 war. Damit soll noch gar nichts über ‚Innere Führung‘ gesagt sein, nur soviel, daß gerade in Potsdam Reformideen schon zur Reichswehrzeit in der Luft lagen“.
Eine Kleine Anfrage der Abgeordneten Ulla Jelpke, Sevim Dağdelen, Hakkı Keskin, weiterer Abgeordneter und der Fraktion DIE LINKE im Deutschen Bundestag thematisierte 2009 die Recherchen des politischen Fernsehmagazins Kontraste (RBB) zum Thema Traditionspflege in der Bundeswehr. So werden in dem Ausbildungsbuch Üben und Schiessen, Hilfen für den Gefechtsdienst des Heeresamtes einzelne Passagen von Altrichters Werk Das Wesen der soldatischen Erziehung abgedruckt, was der Politikwissenschaftler Wolfgang Gessenharter in dem Bericht von Caroline Walter und Alexander Kobylinski kritisierte. Brigadegeneral Walter Spindler, Leiter der Abteilung II (Ausbildung) im Heeresamt, kommentierte: „Gleichwohl gibt es militärische Grundweisheiten, die Einzelschützen, die Führer von Verbänden zu verinnerlichen haben. Und militärische Grundweisheiten existierten auch während der 12 Jahre eines totalitären Regimes.“ Die damalige schwarz-gelbe Bundesregierung beantwortete die Kleine Anfrage mit: „Die in Rede stehenden Inhalte sind nicht in dem Verständnis von ‚Wehrmachts-/Landsergeschichten‘ in die Unterlagen aufgenommen worden.“

## Schriften (Auswahl)
- Die kampfbereite Kompanie. Praktische Anleitung für die Gefechtsausbildung. Mittler, Berlin 1929. (4. neubearbeitete Auflage 1940)
- Die seelischen Kräfte des deutschen Heeres im Frieden und im Weltkriege. Mittler, Berlin 1933 [Ausg. 1932]. (als Dissertation 1936 anerkannt)
- Das Wesen der soldatischen Erziehung. Gerh. Stalling, Oldenburg u. a. 1935. (Übersetzung ins Italienische 1942; letzte Auflage 1943)
- Der Offizier des Beurlaubtenstandes. Handbuch für den Offizier und Offiziersanwärter des Beurlaubtenstandes aller Waffen. Mittler, Berlin 1936 [Ausg. 1935]. (15. neubearbeitete Auflage 1943: Der Reserveoffizier.)
- Der Soldatische Führer. Gerhard Stalling, Oldenburg u. a. 1938. (4. Auflage 1943)
- mit Friedrich von Cochenhausen, Wilhelm Dieckmann, Eberhard Kessel: Verinnerlichtes Soldatentum. Beiträge zur soldatischen Erziehung. Hrsg. durch die Deutsche Gesellschaft für Wehrpolitik und Wehrwissenschaften, Mittler, Berlin 1938.

## Weblink
- Suche nach „Friedrich Altrichter“. In: Deutsche Digitale Bibliothek